# Betsson
Betsson Malta Ltd. Je online sázková společnost nabízející online poker, kasino, stírací losy, burzu kurzů a kurzové sázení. Sídlo společnosti se nachází na Maltě, je vlastněno skupinou Betsson AB, která je veřejně kótována na burze OMX.

## Historie
Společnost založili na začátku roku 2001 Fredrik Sidfalk, Henrik Bergquist a Anders Holmgren. V dubnu roku 2002 získala v Londýně oficiální licenci na poskytování internetového sázení. Firemní internetové stránky byly spuštěny v květnu roku 2002, a to v angličtině a švédštině. O měsíc později začal nabízet live sázení a také burzu kurzů. Následoval rychlý vzestup, se spuštěním finské a německé verze stránek bylo otevřeno také online kasino. V roce 2004 rozšířil stávající jazykové verze o norskou a českou. V červnu 2004 byl ve spolupráci s Ongame oficiálně spuštěn Betsson poker.
V březnu 2005 dosáhl 100.000 registrovaných zákazníků. Své působení v Evropě rozšířil také o tureckou, islandskou a dánskou verzi stránek. V dubnu 2005 se stal vlastníkem dceřiné společnosti Cherry Företagen AB, kótované na švédské burze cenných papírů. Ve stejném roce spustil na svých stránkách kurzové sázky a možnost hraní pokeru přes mobilní telefony.
V lednu 2006 dosáhl počtu 400.000 registrovaných zákazníků. Provedl také velkou změnu, když přesunul hlavní sídlo společnosti z Londýna na Maltu. Spustil nový produkt – stírací losy Trio a turecký poker. Magazínem Internetworld byl vyhodnocen jako nejlepší stránka poskytující online kurzové sázení.
V březnu 2007 spustil na švédském trhu bingo a možnost live sázení na sportovní utkání. O několik měsíců později, v květnu 2007, otevřel své stránky ve francouzském, řeckém, italském a španělském jazyce. Pro své zákazníky spustil věrnostní program s tzv. „“Betsson body“, který získal později velkou oblibu.
Finanční sázení s pohyblivými kurzy bylo spuštěno v říjnu 2007 pod souhrnným názvem Betsson Trader. V prosinci 2007 pak navázal Betsson na rozšiřování svých produktů, když otevřel sekci online her.
V lednu roku 2008 vstoupil na jihoamerický trh, stalo se tak poté, co začal nabízet zákazníkům z Peru stránky v jejich jazyce. V tomto období byly otevřeny také jazykové verze stránek pro Srbsko a Nizozemsko. V průběhu roku 2008 dosáhl 1 milionu zákazníků.
V květnu 2008 otevřel ve Stockholmu novou pobočku pro uzavírání sázek a udělal tak velký krok na švédském trhu v boji o prosazení mezi konkurenčními společnostmi.